# احزاب دولتی در ایران
حزب سیاسی به جمعیتی خاص و دارای اهدافی ویژه گفته می‌شود که متأثر از شرایط عینی و ذهنی ساختار نظام جامعه خویش باشد. وجود حزب سیاسی در ایران پیشینه چندان قدرتمندی ندارد و به بعد از دوران مشروطه برمی‌گردد. در آن زمان هم احزاب به صورت جدا و ناپیوسته فعالیت می‌کردند. به طوری که هرگاه بحران سیاسی به وجود می‌آمد، این احزاب متلاشی یا دچار تفرقه می‌شدند.
مانند حزب دموکرات، سوسیالیستی و غیره...
احزاب دولتی، گروه‌هایی هستند که علت وجودی‌شان با دولت پیوند خورده و به صورت فرمایشی شکل می‌گیرند. احزاب دولتی به معنای واقعی کلمه مفهوم حزب را برآورده نمی‌کنند بلکه عموماً دولت‌مردان آن‌ها را در تقابل با احزاب سیاسی حاضر در کشور ایجاد می‌کنند. در حقیقت کارکرد اصلی این احزاب فرمایشی در جوامع استبدادی «ضد حزب» بودن آن‌هاست؛ به‌صورتی که با مهار پتانسیل‌های سیاسی سایر احزاب، جلوی کارکرد واقعی احزاب سیاسی را گرفته و به مطالبات سیاسی مردم، جهت‌دهی مورد‌نیاز حاکمیت را بدهند.
فاکتورهایی مانند فرمایشی بودن، سودجویی و منفعت‌طلبی اعضا، وابستگی به بیگانگان، ایجاد شده توسط حاکمیت و رهبران کشور، فقدان مبانی فکری و ایدئولوژی خاص و عضویت بخاطر دریافت مناصب حکومتی از ویژگی‌های اصلی احزاب دولتی به‌شمار می‌آیند. این احزاب در پی از بین رفتن یا کناره‌گیری شخصیت‌های فعال در حکومت یا در صورت درگیری قدرت بین حاکمان یا دستیابی حزب به اهداف خاص سیاسی و حذف سایر رقبا و گسترش دیکتاتوری دلیل فعالیت خود را از دست داده و و اکثراً منحل شده‌اند.

## دوره پهلوی اول
در این دوره سید محمد تدین حزب تجدد را به عنوان یکی از احزاب دولتی راه اندازی کرد که در تلاش برای ایجاد نوعی سیستم حزبی شبیه به ترکیه بود، اما با دستور محمدرضاشاه و پس از به سلطنت رسیدن وی این حزب تعطیل شد.

## دوره پهلوی دوم
فکر ایجاد حزب دولتی در عصر پهلوی دوم، پس از کودتای ۲۸ مرداد و ایجاد دولت محمدرضا پهلوی در ایران شکل گرفت. قصد حکومت از تشکیل چنین احزابی، در دست گرفتن نبض فعالیت‌های سیاسی جامعه بود. اما این ایده تا سال ۱۳۳۵ش عملی نشد تا اینکه به دستور شاه، اسدالله علم مسئول تأسیس حزب مردم شد.

### حزب مردم
حزب مردم در اردیبهشت ۱۳۳۶ش موجودیت خود را اعلام کرد. سران این حزب غالباً چهره‌های علمی و دانشگاهی و شخصیت‌های سیاسی و حکومتی بودند. رهبر عملی این حزب تا پایان حیات سیاسی آن اسدالله علم بود. از دیگر بنیان‌گذاران این حزب می‌توان از یحیی عدل، پرویز ناتل خانلری، موسی عمید، حسن ستوده تهرانی و احمد فرهاد نام برد.

### حزب ملیون
یک سال بعد دومین حزب دولتی را نخست‌وزیر وقت منوچهر اقبال تأسیس کرد (۱۳۳۷ش). اعضای این حزب بیشتر از میان وزرا، نمایندگان مجلس، مقامات وقت و رجال سیاسی اداری بودند. هیئت مؤسسه حزب از محمود جم، عزالممالک اردلان، سید اسدالله موسوی، محمدعلی هدایتی، حسام دولت‌آبادی، محمد حجازی و محمد شاهکار تشکیل شده بود. این هیئت ریاست و دبیرکلی حزب میلیون را به نخست‌وزیر وقت و مؤسس حزب منوچهر اقبال واگذار کردند. اقبال در اولین جلسه حزبی خود عنوان کرد که: «در دنیای امروز حکومت دموکراسی! بدون احزاب و تشکیلات اجتماعی معنی ندارد. شاهنشاه دستور فرموده‌اند که سیستم دو حزب در مملکت برقرار شود. پس حزب میلیون در مقابل حزب مردم تأسیس می‌گردد».
اوج فعالیت حزبی احزاب مردم و ملیون در سال ۱۳۳۹ش هزمان با انتخابات دوره بیستم مجلس شورای ملی اتفاق افتاد. در این دوره از انتخابات تقلبات فراوان، تباین و زد و بند بسیاری صورت گرفت. با آشکار شدن اسناد تقلبات انتخاباتی و تباین و زد و بند حزب مردم به عنوان اقلیت و حزب ملیون به عنوان حزب اکثریت انتخابات باطل اعلام شد و هر دو حزب اعتبار خود را از دست دادند. بدین ترتیب منوچهر اقبال نخست‌وزیر وقت از سویی و اسدالله علم از سویی دیگر از دبیرکلی حزب ملیون و مردم استعفا دادند و حزب ملیون عملاً با برکناری نخست‌وزیر از میان رفت. اما حزب مردم به صورتی کمرنگ با رهبری یحیی عدل و سپس علینقی کنی، ناصر عاملی و محمد فضائلی تا سال۱۳۵۳ در صحنه بود. این حزب در انتخابات‌های مجلس دوره بیست و یکم در سال۱۳۴۲ و دوره بیست و دوم در سال ۱۳۴۶ و دوره بیست و سوم در سال۱۳۵۰ در رقابت با حزب ایران نوین همچنان به ایفای نقش اقلیت پرداخت.
حزب مردم در دوران حیات خود با جناح‌بندی‌ها و اختلافات بسیاری روبه‌رو بود و سرانجام در سال ۱۳۵۳ با برقراری نظام تک حزبی از میان رفت.

### کانون مترقی
این تشکیلات نه به عنوان حزب بلکه به صورت جمعیت در سال (۱۳۴۰ش) توسط گروهی از جوانان تحصیل کرده در آمریکا (طرفدار سیستم آمریکایی و غربی) و تعدادی از وزرا و رجال دولتی چون حسنعلی منصور و امیرعباس هویدا تشکیل شد و با از میان رفتن حزب میلیون در مقابل حزب مردم ظاهر شد.

### حزب ایران نوین
این حزب در واقع با تغییر نام کانون مترقی در آذر سال ۱۳۴۲ش به وجود آمد. حزب ایران نوین بزرگ‌ترین و ماندگارترین حزب دولتی در عصر پهلوی بود که همواره تا تأسیس نظام تک حزبی، اکثریت را در دست داشت و بیش از یک دهه در فضای خالی از فعالیت‌های حزبی به حیات خود ادامه داد. نخستین دبیرکل این حزب حسنعلی منصور بود که در اسفند ۱۳۴۲ش به نخست‌وزیری رسید. با قتل منصور معاون دبیرکل حزب ایران نوین، امیرعباس هویدا نخست‌وزیر و دبیرکل حزب شد. حزب ایران نوین در انتخابات دوره ۲۲ و ۲۳ مجلس شورای ملی در سالهای ۱۳۴۶ش و ۱۳۵۰ش اکثریت را در مجلس داشت و در سال ۱۳۵۳ بزرگ‌ترین و پرطرفدارترین حزبی بود که در حزب رستاخیز ادغام شد.
فعالیت حزب ایران نوین بسیار وسیع بود و کمیته‌های متعددی را علاوه بر کمیته مرکزی دربرمی‌گرفت. این کمیته‌ها شامل: کمیته اجرایی و دفتر سیاسی، سازمان جوانان، زنان، کشاورزان، کارگران، بازرگانان، سندیکاهای کارگری، اتحادیه‌های اصناف و تشکیلات وابسته دیگر بود. حزب نشریاتی نیز در سراسر کشور منتشر می‌ساخت و روزنامه ندای ایران نوین ارگان آن محسوب می‌شد. حزب ایران نوین برای آموزش کادر خود اقدام به تأسیس مدرسه عالی علوم سیاسی و امور حزبی نمود که پس از ادغام آن در حزب رستاخیز، به آن حزب متعلق گشت.

## ایجاد نظام تک حزبی
فکر ایجاد حزب واحد و فراگیر از سوی ایرانیان تحصیل‌کرده در خارج کشور به ویژه طرفداران ساموئل هانتینگتون (استاد علوم سیاسی دانشگاه هاروارد) مطرح شد. هدف از ایجاد چنین حزبی جلوگیری از بی‌تفاوتی سیاسی اکثریت مردم کشور بود تا از طریق علاقمند کردن آنان به امور سیاسی مطلوب و عاملی مؤثر در جهت پیوند دولت و مردم ایجاد گردد.
بدین ترتیب تلاش‌هایی در جهت کسب موافقت محمدرضا صورت گرفت و او را با این عنوان که از این پس با اجرای طرح نظام حزب واحد شاه رهبری کل فعالیت‌های سیاسی را برعهده خواهد گرفت، با خود هم‌آهنگ نمود. شاه در کتاب خود (پاسخ به تاریخ) در این مورد می‌گوید:
“ما معتقد هستیم همه مردم ایران باید برای رسیده به هدف‌های ملی که سعادت و آسایش فرد فرد ما را تأمین خواهد کرد متحد باشند و در یک جهت حرکت کنند، همه کوشش‌ها باید در راه پیشرفت کشور باشد. نه خنثی کردن تلاش‌های یکدیگر. در نظام چند حزبی امکان تفرقه و تشتت بسیار است. هر گروه که در حزبی هستند با دیگران بر سر کسب قدرت و به دست گرفتن حکومت ستیز و دعوا دارند. هر گروه می‌خواهد حرف‌های خودش را به کرسی بنشاند و در نتیجه اختلافات به وجود می‌آید. در حالی که در حزب رستاخیز از جنگ گروهی خبری نیست“
بنابر این حزب رستاخیز ملی ایران به دستور شاه در یازده اسفند ۱۳۵۳ش تشکیل شد و کلیه احزاب منجمله حزب ایران نوین، حزب مردم، پان ایرانیست و ایرانیان در آن ادغام شدند. اندکی بعد کار به جایی رسید که شرکت در این حزب سیاسی، اجباری اعلام شد و شاه در سخنان خود گفت: “ هر کسی باید جزو این حزب بشود و تکلیف خود را روشن بکند. اگر نشد از ایران خارج شود. اگر نخواستند خارج شوند، جایشان در زندان است، و دولت اعلام نمود برای هر ایرانی که خواستار شرکت در حزب نیست پاسپورت صادر و به خارج فرستاده خواهد شد. “
دبیرکلی حزب جدید در ابتدا به عهده امیرعباس هویدا نخست‌وزیر وقت و رئیس حزب ایران نوین نهاده شد و البته قصد شاه این بود که فعالیت‌های سیاسی نخست وزیرش را نیز تحت اختیار خود بگیرد. بعدها رهبری این حزب به عهده جمشید آموزگار گذارده شد و اندکی بعد به نخست‌وزیری برگزیده شد. اما عملکرد جمشید آموزگار در حزب که به ایجاد جناح پیشرو انجامید خود از موانع ضعف حزب گشت و به جای آنکه حزب باعث اتحاد و یکرنگی و ثبات در جامعه گردد، خود از عوامل اصلی تشتت آرا و ایجاد اختلاف بین رجال دولتی و دولتمردان سیاسی گشت. در این بین درگیری جناح‌های پیشرو، سازنده و لیبرال بر شدت این جریان افزود.
حزب رستاخیز ملت ایران سه سال بعد از تشکیل به عنوان یکی از پایه‌های رژیم مورد حملات مخالفان رژیم قرار گرفت و عملکرد آن باعث تشدید نارضایتی‌ها شد. به طوری که در اهداف خود از جمله تحکیم رژیم و نهادی کردن سلطنت و تثبیت دولت موفق نشد و به جای ایجاد ثبات، کل رژیم را تضعیف کرد و سلطنت را بیش از پیش از ملت جدا ساخت و معدود پیوند موجود در رژیم را از بین برد و سرانجام در پائیز (۱۳۵۷) به دستور خود رژیم برچیده شد.

## دوره جمهوری اسلامی
حزب جمهوری اسلامی و حزب کارگزاران سازندگی از احزابی بودند که بعد از انقلاب ۱۳۵۷ توسط مقامات جمهوری اسلامی ایجاد شد. از دیگر احزاب ایجاد شده در قدرت می‌توان به حزب اعتدال و توسعه حزب همبستگی ایران اسلامی سازمان مجاهدین انقلاب اسلامی جبهه مشارکت ایران اسلامی و اصولگرایان و اصلاح طلبان و حزب مردم سالاری به رهبری کواکبیان اشاره کرد.
لازم به ذکر است بیشتر احزاب فاقد ساختار سازمانی در سطح شهرستان‌ها و استان‌ها هستند و مردم عادی نه عضو این احزاب هستند، نه از برنامه‌های آن‌ها خبر دارند.